# Pseudohyaleucerea trigutta
Pseudohyaleucerea trigutta là một loài bướm đêm thuộc phân họ Arctiinae, họ Erebidae.